# Tom Chambers
Thomas Doane "Tom" Chambers (Ogden, Utah; 21 de junio de 1959) es un exjugador de baloncesto estadounidense que disputó 16 temporadas en la NBA. Estuvo activo desde 1981 hasta 1997. Con 2,06 metros de altura jugaba en la posición de alero.

## Carrera

### Universidad
Chambers disputó cuatro temporadas con los Utes de la Universidad de Utah, destacando especialmente en sus últimos tres años. Comenzó a despuntar en su temporada sophomore, en la que promedió 16 puntos y 8,9 rebotes por partido, aumentando sus números en su temporada júnior: 17,2 puntos y 8,7 rebotes en 28 partidos. Abandonó Utah firmando 18,6 puntos y 8,7 rebotes declarándose elegible para el Draft de la NBA.

### NBA
Fue seleccionado en la octava posición del Draft de la NBA de 1981 por San Diego Clippers, donde pasó dos temporadas con promedios por encima de los 17 puntos por noche. Su siguiente equipo fue Seattle SuperSonics, donde logró el MVP del All-Star Game en 1987. En los Sonics se afianzó como anotador, promediando 23.3 puntos en la temporada 1986-87 y 20.4 en la siguiente campaña, sus dos últimos en la franquicia. 
En 1988 fichó por Phoenix Suns, donde firmó 25.7 puntos por partido siendo elegido para disputar su segundo All-Star Game. En su segunda temporada en los Suns alcanzó su mayor nivel, aumentando hasta los 27.2 puntos por partido. Tras 5 campañas en Phoenix, tres de ellas jugando el All-Star, Chambers firmó con Utah Jazz en 1993, donde jugó dos temporadas a un mediano nivel. 
En 1995 decidió abandonar la NBA y fichar por el Maccabi Tel Aviv de Israel, con los que ganó la liga y perdió la copa. Sin embargo, el mediocre juego que mostró le obligó regresar a su país. Cabe destacar que en un encuentro ante el FC Barcelona firmó un triste 0/14 en tiros incluyendo un mate errado. Solo anotó dos puntos en ese partido, ambos desde la línea de tiros libres.
En 1996 retornó a la NBA, fichando por Charlotte Hornets. En los Hornets dejó muy claro que su carrera estaba en un claro declive, jugando 12 partidos y promediando 1.6 puntos por noche. En la siguiente temporada, tras jugar un partido con Philadelphia 76ers (anotando 6 puntos), se retiró del baloncesto profesional.
Chambers finalizó su carrera en el puesto 29º en puntos en la historia de la liga (40.º en 2017) al anotar 20 049 en 1107 partidos a lo largo de su carrera, promediando además 18.1 puntos por encuentro, 6,1 rebotes y 2,1 asistencias.

## Estadísticas de su carrera en la NBA

### Temporada regular
| Año      | Equipo       | PJ    | PT  | MPP  | %TC   | %3P  | %TL   | RPP | APP | ROB | TPP | PPP  |
| -------- | ------------ | ----- | --- | ---- | ----- | ---- | ----- | --- | --- | --- | --- | ---- |
| 1981-82  | San Diego    | 81    | 58  | 33.1 | .525  | .000 | .620  | 6.9 | 1.8 | .7  | .6  | 17.2 |
| 1982-83  | San Diego    | 79    | 79  | 33.7 | .472  | .000 | .723  | 6.6 | 2.4 | 1.0 | .7  | 17.6 |
| 1983-84  | Seattle      | 82    | 44  | 31.3 | .499  | .000 | .800  | 6.5 | 1.6 | .6  | .6  | 18.1 |
| 1984-85  | Seattle      | 81    | 60  | 36.1 | .483  | .273 | .832  | 7.1 | 2.6 | .9  | .7  | 21.5 |
| 1985-86  | Seattle      | 66    | 26  | 30.6 | .466  | .271 | .836  | 6.5 | 2.0 | .8  | .6  | 18.5 |
| 1986-87  | Seattle      | 82    | 82  | 36.8 | .456  | .372 | .849  | 6.6 | 3.0 | 1.0 | .6  | 23.3 |
| 1987-88  | Seattle      | 82    | 82  | 32.7 | .448  | .303 | .807  | 6.0 | 2.6 | 1.1 | .6  | 20.4 |
| 1988-89  | Phoenix      | 81    | 81  | 37.1 | .471  | .326 | .851  | 8.4 | 2.9 | 1.1 | .7  | 25.7 |
| 1989-90  | Phoenix      | 81    | 81  | 37.6 | .501  | .279 | .861  | 7.0 | 2.3 | 1.1 | .6  | 27.2 |
| 1990-91  | Phoenix      | 76    | 75  | 32.6 | .437  | .274 | .826  | 6.4 | 2.6 | .9  | .7  | 19.9 |
| 1991-92  | Phoenix      | 69    | 66  | 28.2 | .431  | .367 | .830  | 5.8 | 2.1 | .8  | .5  | 16.3 |
| 1992-93  | Phoenix      | 73    | 0   | 23.6 | .447  | .393 | .837  | 4.7 | 1.4 | .6  | .3  | 12.2 |
| 1993-94  | Utah         | 80    | 0   | 23.0 | .440  | .311 | .786  | 4.1 | 1.0 | .5  | .4  | 11.2 |
| 1994-95  | Utah         | 80    | 4   | 15.3 | .457  | .167 | .807  | 2.6 | .9  | .3  | .4  | 6.2  |
| 1996-97  | Charlotte    | 12    | 5   | 6.9  | .226  | .667 | .750  | 1.2 | .3  | .1  | .0  | 1.6  |
| 1997-98  | Philadelphia | 1     | 0   | 10.0 | 1.000 | —    | 1.000 | 2.0 | .0  | 2.0 | .0  | 6.0  |
| Total    | Total        | 1,107 | 734 | 30.6 | .468  | .307 | .807  | 6.1 | 2.1 | .8  | .6  | 18.1 |
| All-Star | All-Star     | 4     | 1   | 21.0 | .518  | .400 | .773  | 4.0 | 1.3 | 1.5 | .0  | 19.3 |

### Playoffs
| Año   | Equipo  | PJ  | PT | MPP  | %TC  | %3P  | %TL  | RPP  | APP | ROB | TPP | PPP  |
| ----- | ------- | --- | -- | ---- | ---- | ---- | ---- | ---- | --- | --- | --- | ---- |
| 1984  | Seattle | 5   | —  | 38.2 | .475 | .000 | .667 | 6.6  | 1.6 | 1.0 | .6  | 13.6 |
| 1987  | Seattle | 14  | 14 | 35.6 | .449 | .333 | .808 | 6.4  | 2.3 | .9  | .9  | 23.0 |
| 1988  | Seattle | 5   | 5  | 33.6 | .549 | .000 | .829 | 6.2  | 2.2 | .6  | .2  | 25.8 |
| 1989  | Phoenix | 12  | 12 | 41.3 | .459 | .409 | .859 | 10.9 | 3.8 | 1.1 | 1.3 | 26.0 |
| 1990  | Phoenix | 16  | 16 | 38.3 | .425 | .263 | .879 | 6.7  | 1.9 | .4  | .4  | 22.2 |
| 1991  | Phoenix | 4   | 4  | 35.5 | .409 | .000 | .737 | 5.8  | 2.5 | 1.8 | 1.3 | 17.0 |
| 1992  | Phoenix | 7   | 0  | 27.7 | .459 | .571 | .844 | 4.4  | 2.7 | .3  | .7  | 15.6 |
| 1993  | Phoenix | 24  | 1  | 15.7 | .388 | .400 | .815 | 2.7  | .5  | .3  | .4  | 7.3  |
| 1994  | Utah    | 16  | 0  | 20.3 | .361 | .000 | .793 | 2.8  | .8  | .3  | .6  | 5.8  |
| 1995  | Utah    | 5   | 0  | 12.0 | .500 | .333 | .692 | 2.6  | .4  | .4  | .0  | 6.4  |
| Total | Total   | 108 | 52 | 28.3 | .440 | .303 | .827 | 5.3  | 1.7 | .6  | .6  | 15.4 |